# Fleetwood Mac - Greatest Hits
Fleetwood Mac - Greatest Hits o simplemente Greatest Hits es un álbum recopilatorio de la banda británica de rock Fleetwood Mac, publicado en 1971 por CBS Records solo en el Reino Unido ,pero con el pasar de los meses se importó en los Estados Unidos por el mismo sello. Contiene los mayores éxitos de la era con Peter Green, entre los años 1967 a 1970.
Alcanzó el puesto 3 en la lista UK Albums Chart del Reino Unido y se mantuvo en ella por 42 semanas consecutivas. Además del disco se extrajo el sencillo «Albatross», que ya había sido lanzado en 1969, y que en esta ocasión obtuvo la segunda posición en los UK Singles Chart.
Además, se incluyó todos los sencillos que habían sido publicados sin álbum de estudio como «Black Magic Woman» y «Man of the World», entre muchos otros.

## Lista de canciones
| N.º | Título                                           | Escritor(es)        | Duración |  |
| 1.  | «The Green Manalishi (With the Two-Prong Crown)» | Green               | 4:36     |  |
| 2.  | «Oh Well, Part. 1»                               | Green               | 3:29     |  |
| 3.  | «Oh Well, Part. 2»                               | Green               | 5:39     |  |
| 4.  | «Shake Your Moneymaker»                          | Elmore James        | 2:55     |  |
| 5.  | «Need Your Love So Bad»                          | Mertis John Jr.     | 3:53     |  |
| 6.  | «Rattlesnake Shake»                              | Green               | 3:29     |  |
| 7.  | «Dragonfly»                                      | Kirwan, W.H. Davies | 2:42     |  |
| 8.  | «Black Magic Woman»                              | Green               | 2:54     |  |
| 9.  | «Albatross»                                      | Green               | 3:08     |  |
| 10. | «Man of the World»                               | Green               | 2:51     |  |
| 11. | «Stop Messin' Round»                             | Green, C.G. Adams   | 2:19     |  |
| 12. | «Love That Burns»                                | Green, Adams        | 5:02     |  |